# Jerry Kyd
Jeremy Paul Kyd, CBE (* 14. August 1967) ist ein ehemaliger britischer Vizeadmiral der Royal Navy. Er dient seit Oktober 2022 als Lieutenant-Governor von Jersey. Zuvor diente er von März 2019 bis September 2021 als Fleet Commander.

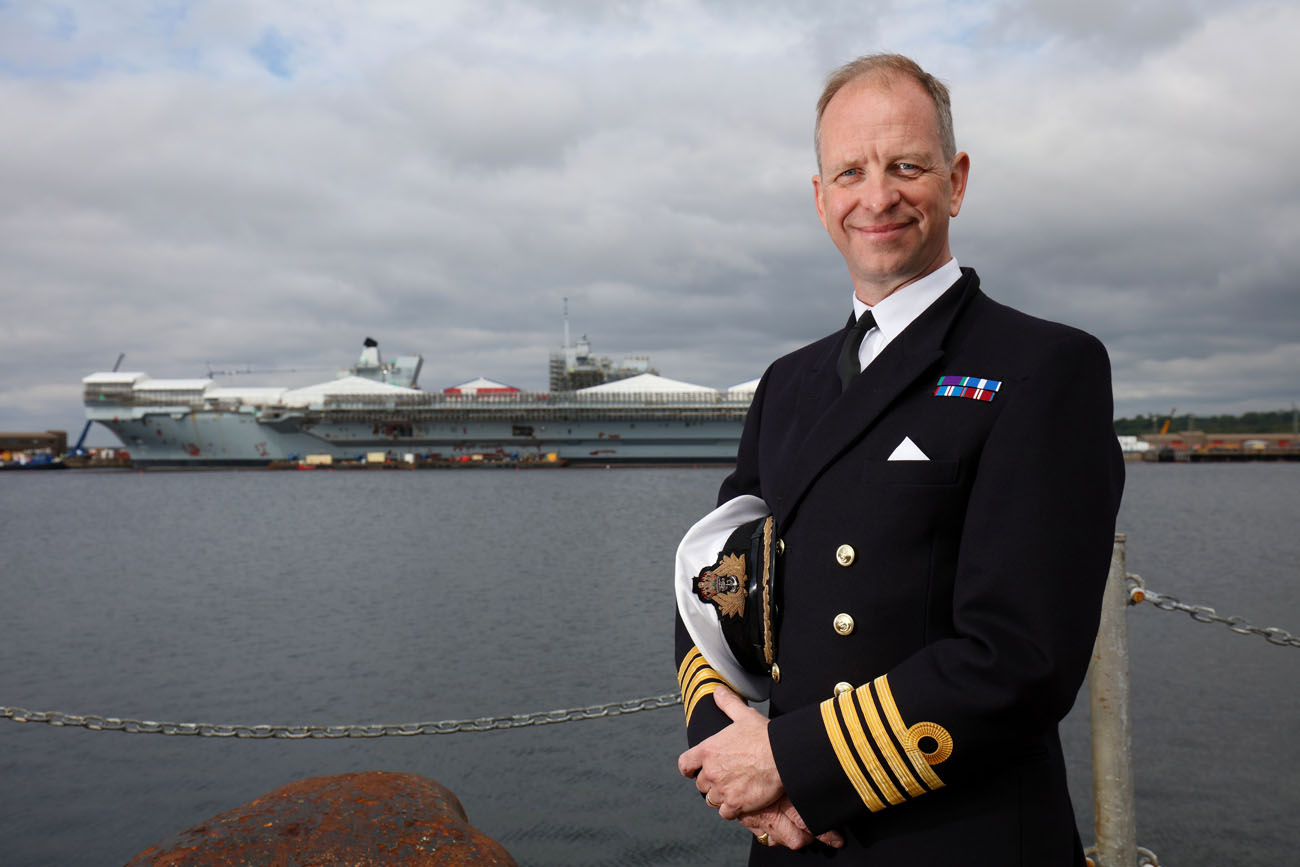
Jerry Kyd, 2016

## Ausbildung
Kyd besuchte die King’s School in Macclesfield und die Universität Southampton.

## Laufbahn bei der Marine
Kyd trat in die Royal Navy ein und erhielt dort am 20. Oktober 1990 ein Offizierspatent als Lieutenant. 2004 wurde er Kommandant der Fregatte Monmouth. Am 2. November 2009 wurde er zum Captain befördert, im September 2010 wurde er der letzte Kommandant der Ark Royal, 2011 der Kommandant der Illustrious und im September 2012 der Kommandant des Britannia Royal Naval College in Dartmouth.
Im Februar 2014 wurde Kyd zum ersten künftigen Kommandanten des damals im Bau befindlichen britischen Flugzeugträgers Queen Elizabeth sowie zum Commander United Kingdom Task Group ernannt. Kyd wurde im Mai 2016 Kommandant der Queen Elizabeth. Als Kommandant hatte Kyd den Dienstposten eines Captain der Royal Navy inne, erhielt aber den höheren Rang eines Commodore, wie es in der Vergangenheit üblich war. Im Februar 2015 wurde er zum Kommandanten der United Kingdom Carrier Strike Group ernannt.
Im Oktober 2018 wurde Kyd zum Commander United Kingdom Maritime Forces and Rear Admiral Surface Ships ernannt und am 19. November zum Rear-Admiral befördert. Im März 2019 wurde er in den Rang eines Vice-Admiral befördert und zum Fleet Commander and Chief Naval Warfare Officer ernannt. Bei den Birthday Honours 2019 wurde er als Commander des Order of the British Empire (CBE) ausgezeichnet. Am 11. März 2022 schied er aus dem Marinedienst aus.

## Lieutenant-Governor von Jersey
Kyd wurde am 8. Oktober 2022 zum Lieutenant-Governor von Jersey ernannt und löste damit Air Marshal Sir Stephen Dalton ab, der im Juni 2022 in den Ruhestand trat.